# Espagne au Concours Eurovision de la chanson 2014
L'Espagne participe au Concours Eurovision de la chanson 2014 à Copenhague, au Danemark.
le 22 février 2014, Ruth Lorenzo remporte la finale nationale ¡Mira quién va a Eurovisión! avec la chanson bilingue en anglais et espagnol Dancing in the Rain.

## Processus de sélection:¡Mira quién va a Eurovisión!
L'Espagne a annoncé sa participation au concours le 18 novembre 2013.
Le 20 janvier 2014, TVE a présenté les 5 artistes qui tenteront de représenter l'Espagne au Concours Eurovision de la chanson. Parmi eux figure Ruth Lorenzo, la gagnante, qui avait déjà annoncé être intéressée par l'idée de représenter son pays.

## Liste des chansons
| Ordre | Artiste        | Langue            | Chanson                  | Traduction                | Compositeur(s)                                                       | Jury | Télévote     | Total | Classement |
| ----- | -------------- | ----------------- | ------------------------ | ------------------------- | -------------------------------------------------------------------- | ---- | ------------ | ----- | ---------- |
| 1     | Brequette      | Anglais, espagnol | Más (Run)                | Plus (Cours)              | Thomas G:son, Tony Sánchez-Ohlsson                                   | 36   | 30 (27,40 %) | 66    | 2e         |
| 2     | La Dama        | Espagnol          | Estrella fugaz           | Étoile filante            | Melendi                                                              | 18   | 18 (6,93 %)  | 36    | 5e         |
| 3     | Ruth Lorenzo   | Anglais, espagnol | Dancing in the Rain      | –                         | Ruth Lorenzo, Jim Irvin, Julian Emery                                | 30   | 36 (30,97 %) | 66    | 1re        |
| 4     | Jorge González | Espagnol          | Aunque se acabe el mundo | Même si le monde s'arrête | Kiko Rodríguez, Bruno Nicolás, Leticia Fuentes, María José Fernández | 24   | 24 (25,34 %) | 48    | 3e         |
| 5     | Raúl           | Espagnol          | Seguir sin ti            | Continuer sans toi        | William Luque, Domingo Sánchez                                       | 21   | 21 (9,36 %)  | 42    | 4e         |

## À l'Eurovision
L'Espagne votera dans la première demi-finale, le 6 mai 2014 et participera à la finale le 10 mai 2014. En tant que membre du « Big 5 », l'Espagne n'est pas soumise aux demi-finale.
Lors de la finale, le pays termina à la 10e place, avec 74 points.